# Perizoma caeruleofascia
Perizoma caeruleofascia är en fjärilsart som beskrevs av Inoue 1982. Perizoma caeruleofascia ingår i släktet Perizoma och familjen mätare. Inga underarter finns listade i Catalogue of Life.